# Destino
Destino (übersetzt: Schicksal) ist ein US-amerikanischer animierter Kurzfilm. Der Film wurde 1945 als Zusammenarbeit von Walt Disney und Salvador Dalí begonnen, bereits im folgenden Jahr aufgegeben und ab 1999 unter der Regie von Dominique Monféry vollendet. Die Uraufführung des Films fand im Juni 2003 statt.

## Handlung
Eine Frau bewegt sich in einer surrealen, wüstenähnlichen Welt auf ein dreieckiges Steindenkmal zu, das einen Mann und eine Uhr zeigt – die Verkörperung von Chronos. Neben dem Denkmal liegt ein weißer Ball. In ihren Gedanken wird die Frau übergroß und das Dreieck verschwindet in ihren Händen, um einer neuen Welt Platz zu machen. In ihr tanzt die Frau und nähert sich der männlichen Steinstatue des Kronos zum Kuss, dieser weicht jedoch vor ihr zurück. Sie läuft den Turm zu Babel hinauf und ihr Kleid wird von helmtragenden Augen am Boden festgehalten, sodass sie sich nackt in eine Muschel flüchtet, die jedoch zu Boden fällt. Die Frau springt heraus und geht auf überdimensionalen Telefonhörern davon.
Die Frau erwacht aus ihren Gedanken und blickt zu Boden. Sie erkennt unweit des dreieckigen Denkmals den Schatten einer Glocke und verschmilzt in der wüstenähnlichen Gegend mit dem Schatten – sie wird zur Verkörperung der Glocke, erhebt sich und der Schatten verschwindet. Sie trägt nun ein langes, glockenähnliches Kleid und beginnt befreit zu tanzen. Das Denkmal des Kronos bröckelt. Der Kopf der Frau wandelt sich zu einer Pusteblume und eines der Flugschirmchen trifft auf das Denkmal, das nun zum Leben erwacht. Der Mann fällt zu Boden, die Uhr schmilzt und bindet den Mann an das Denkmal, der sich jedoch losreißen kann. Aus der Hand des Kronos krabbeln Ameisen, die sich in Fahrradfahrer verwandeln und auf der Hand gleich einem Gebirge fahren. Kronos fängt ein Pusteblumenschirmchen, das einer Tänzerin gleicht. Das Schirmchen fliegt weiter und wandelt sich zu der Frau, die sich dem Mann zuwendet.
Sie eilt ihm zu, doch der Boden unter ihr beginnt als Sand der Zeit zu sinken und Mann und Frau können nicht zueinander kommen. Sie schickt ihm Schwalben und verwandelt sich mit anderen Dingen um sie herum zu einem Gesicht. Der Mann wiederum wird zu einem Baseballspieler, der auf den Ball nahe dem Denkmal fixiert ist. Der Ball wird durch Zusammenschluss zweier schildkrötenähnlicher Figuren zu einer Ballerina, die ihren Kopf löst und ihn dem Mann als Ball zuspielt. Der Mann schlägt den Ball fort, der zu einem überdimensionalen Herz wird, das wiederum von dem steinernen Mann ergriffen wird und in seinen Händen verschwindet. Zurück bleibt das Denkmal mit einem Loch, durch das die Glocke erkennbar ist, die beim Schlag Pusteblumen-Flugschirmchen versendet.

## Produktion
Das Storyboard von Destino entstand ab Ende 1945 durch John Hench, der zu der Zeit für Disney arbeitete, und Salvador Dalí. Walt Disney war als Produzent eng an der Entstehung des Films beteiligt und nahm an Treffen von Hench und Dalí teil, die sich mit der Entwicklung des Films befassten. Einige seiner Ideen wurden in das Storyboard des Films übernommen, finden sich jedoch nicht im vollendeten Film wieder. Die Zusammenarbeit mit Dalí, mit dem Disney befreundet war, war zudem Teil einer neuen Strategie des Disney-Studios, wie Walt Disney 1946 in einem Interview erklärte: „Wie bei der Eine-Nacht-auf-dem-kahlen-Berge-Sequenz in Fantasia, die Kay Nielson schuf, will ich auch weiteren großen Künstlern diese Möglichkeit [der Zusammenarbeit] bieten. Wir brauchen sie. Wir müssen auch weiterhin neue Wege einschlagen.“
Geplant war der Film als Teil einer Kompilation im Stil von Drei Caballeros. Nach acht Monaten Arbeit am Film wurde das Projekt jedoch unterbrochen. Ein Grund dafür waren unter anderem wirtschaftliche Probleme der Walt Disney Studios nach Ende des Zweiten Weltkriegs. Hench fertigte eine kurze Animationssequenz des Films mit rund 15 Sekunden Länge an, weil er hoffte, so Walt Disneys Interesse am Film erneut zu wecken. Dennoch gab Walt Disney das Projekt aus finanziellen Gründen auf, zumal Kompilationsfilme aus der Mode gekommen waren, auch wenn er seine Entscheidung später bereute. Seit dieser Zeit galt der Film als „das Ungeheuer von Loch Ness, ein legendenartiger Film, den niemand je zu Gesicht bekommen wird“.
Im Zuge der Arbeit an Fantasia 2000 wurde Roy E. Disney, ein Neffe Walt Disneys, auf das gescheiterte Projekt aufmerksam, das im Film Fantasia 2000 durch Bette Midler erwähnt wird. Disney plante, Szenenbilder aus dem Film für die Promotion von Fantasia 2000 zu nutzen, doch ergaben Nachforschungen, dass die Disney Studios zwar Materialien des Films in ihrem Besitz hatte, sie ihnen jedoch nicht gehörten: Der Vertrag zwischen Dalí und Disney sah vor, dass die Zeichnungen Dalís erst nach der Vollendung des Films Eigentum der Disney Studios werden würden. Roy E. Disney vergab daher an die Disney Studios France den Auftrag, den Film fertigzustellen. Als Regisseur fungierte dabei der Animator Dominique Monfery, dessen erste Regiearbeit es war. Das Team bestand aus 25 Animatoren.
Zwar war das Portfolio vor Jahren gestohlen worden, doch gab es neben über 100 Stift- und Tintenzeichnungen auch 15 Gemälde Dalís zum Film, das Storyboard und den 15-Sekunden-Ausschnitt von John Hench. Gala Dalís hinterlassene Tagebücher und John Hench selbst halfen bei der Entschlüsselung des oft unverständlichen Storyboards. Dennoch ergaben verschiedene Szenen keinen Sinn – Dalí selbst hatte zum Filmentwurf gesagt „Wenn du das verstehst, habe ich versagt.“ – sodass der Film am Ende von acht auf fünf Minuten reine Animation gekürzt wurde. Der Fokus wurde dabei auf die Liebesgeschichte zwischen der Frau und Kronos gelegt, während die langen und nicht entschlüsselbaren Szenen des Baseballspielers nur in wenigen Teilen in den Film übernommen wurden.
Der Film entstand zu weiten Teilen in traditioneller Cel-Animation. Rund 20 Prozent des Films wurden am Computer mithilfe des Visualisierungsprogramms Maya sowie CAPS animiert, darunter der Turm von Babel, die Animation der Glocke und der sinkende Sand der Zeit. Auch das wenige Sekunden lange Originalstück aus dem Jahr 1946 ist im Film enthalten: Es handelt sich um die Szene der beiden schildkrötenartigen Wesen mit Dalí-ähnlichen Köpfen, die zusammenstoßen und so die Umrisse einer Ballerina bilden.
Destino erlebte am 2. Juni 2003 auf dem Festival d’Animation Annecy in Frankreich seine Premiere und kam am 19. Dezember 2003 in die Kinos. Die Kosten des Films beliefen sich auf rund 1,5 Millionen Dollar.
Die Handlung wird vom Lied Destino, gesungen von Dora Luz und geschrieben von Armando Dominguez (Musik) und Ray Gilbert (Text), unterlegt. Die Originalaufnahme wurde dabei nachträglich bearbeitet.

## Auszeichnungen
Auf dem Melbourne International Film Festival und dem Rhode Island International Film Festival wurde der Film je mit einem Grand Prize ausgezeichnet. 
Destino war 2004 für einen Oscar in der Kategorie „Bester animierter Kurzfilm“ nominiert, konnte sich jedoch nicht gegen Harvie Krumpet durchsetzen. Zudem wurde der Film für einen Annie Award nominiert.